# Friends Keep Secrets
Friends Keep Secrets è il primo album in studio del produttore discografico statunitense Benny Blanco, pubblicato nel 2018.

## Tracce
1. Eastside (with Halsey & Khalid) – 2:50
2. Roses (with Juice Wrld featuring Brendon Urie) – 3:43
3. Just for Us, Pt. 2 – 1:55
4. I Found You (with Calvin Harris) – 3:09
5. Better to Lie (with Jesse & Swae Lee) – 2:55
6. More / Diamond Ring (featuring Ty Dolla Sign & 6lack) – 3:02
7. Break My Heart (featuring Ryan Beatty) – 4:09

## Friends Keep Secrets 2
Il 26 maggio 2021, Benny Blanco ha pubblicato una ri-edizione dell'album, Friends Keep Secrets 2, contenente nuovi brani.
1. Lonely (with Justin Bieber) – 2:29
2. Lost (with 6 Dogs) – 3:27
3. Unlearn (with Gracie Abrams) – 2:34
4. Real Shit (with Juice Wrld) – 3:03
5. You (with Marshmello e Vance Joy) – 2:49
6. Graduation (featuring Juice Wrld) – 2:57
7. Care (featuring Omar Apollo) – 4:50